# Café de Chiapas

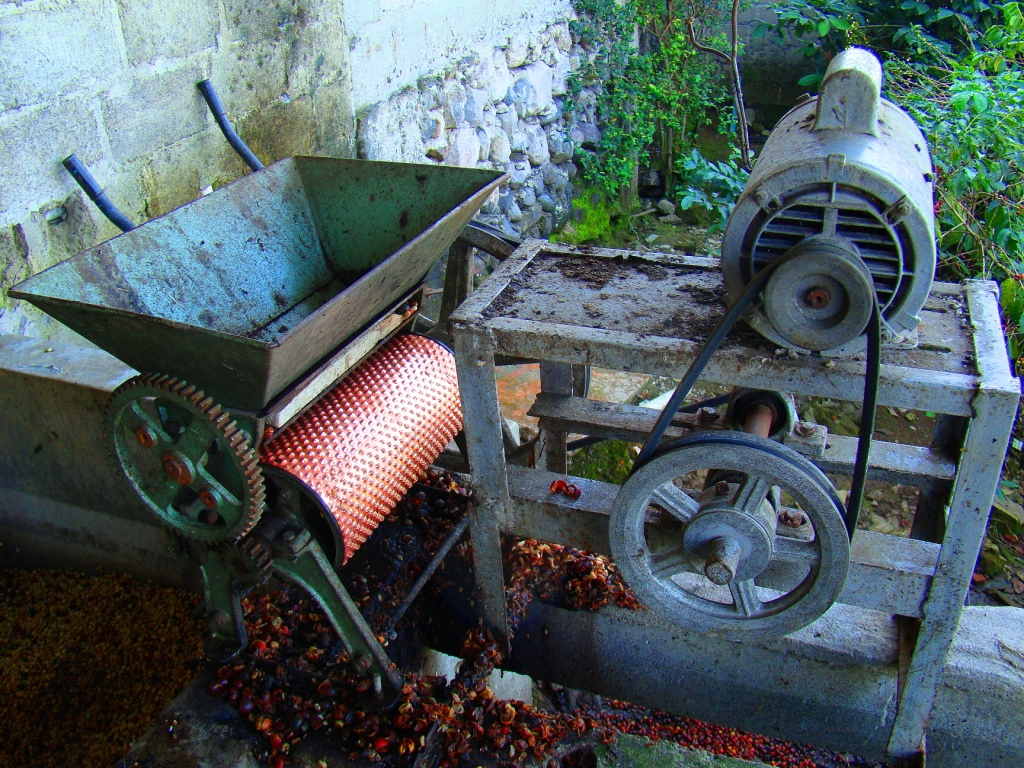
Una despulpadora de café, en Chiapas.

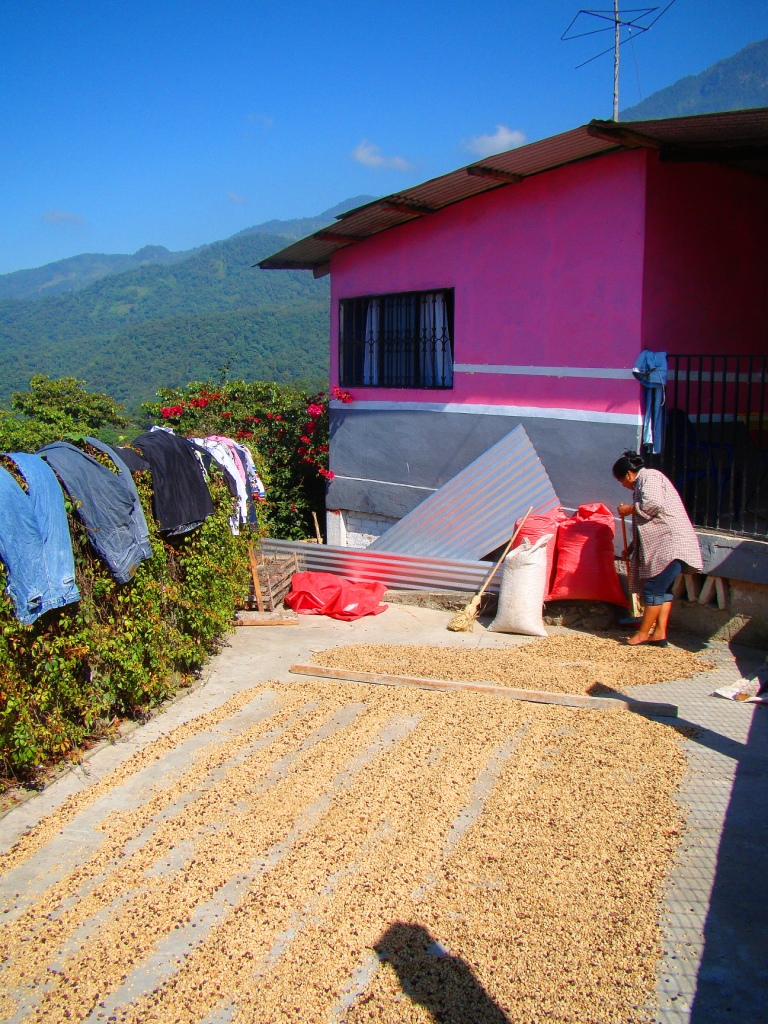
Patio con café secándose al sol, en Chiapas.

El café de Chiapas es una denominación de origen (DO) que regula y protege el café (Coffea arabica) producido en el estado de Chiapas, al sur de México. El cultivo del café para la exportación arrancó con fuerza a partir de 1890 en El Soconusco, una región de amplias llanuras próximo al océano Pacífico, en el contexto de la economía exportadora mexicana de la era del capitalismo liberal (1870-1929). En el siglo XX, las plantaciones se extendieron hacia otros lugares del estado, como Los Altos y la zona de Comitán. A la fecha de este artículo son 13 las delegaciones donde se registran cafetales: Ocosingo, Palenque, Yajalón, Pichucalco, Bochil, San Cristóbal de Las Casas, Comitán, Copainalá, Ocozocoautla de Espinosa, Ángel Albino Corzo, Mapastepec, Motozintla y Tapachula. Es así como la tónica general del cultivo cafetalero en Chiapas ha sido la expansión geográfica por distintas regiones.

## Historia

### El cultivo comercial del café en El Soconusco 1890-1940
El auge cafetalero que tuvo lugar en esta subreregión a finales del siglo XIX estuvo relacionado con el apogeo de la caficultura en Guatemala. En 1870 este país exportó 6.000.000 kilogramos de café que provenían de la Costa Cuca. Gran parte de las fincas eran propiedad de alemanes. Se sabe que en la última década del siglo XIX cerca del 2.14% del territorio guatemalteco, es decir 2.725 km², pertenecía a finqueros alemanes dedicados al cultivo del café. En 1890 la poca disponibilidad de tierras aptas en la Costa Cuca hizo que algunos productores alemanes se internaran en El Soconusco para expandir sus plantaciones a lo largo de las laderas de la Sierra Madre. Es importante aclarar que en 1846 un hombre llamado Gerónimo Mancinelli (Manchinelly) introdujo 1.500 arbustos provenientes de San Pablo, Guatemala, que fueron sembrados cerca de Tuxtla Chico. Pero el verdadero boom agroexportador se dio a partir de 1890 en los alrededor del río Coatan, específicamente en los municipios de Tapachula, Cacahoatán y Unión Juárez. Los nombres de algunas de estas fincas fueron: La Germania, Hannover, Prusia, Nueva Alemania, Hamburgo, Bremen, Lubeca, Badenia y Eisleben. Las fincas Germania, Hannover y La Prusia fueron fundadas por Don Guillermo Kahle a partir de 1897.
En todo este proceso no hay que olvidar el papel de Matías Romero como promotor de la caficultura en El Soconusco. En 1872, después de haber dejado la cartera de Hacienda que había asumido en 1868, Romero se dedicó a incentivar el café tanto en Chiapas como en Oaxaca. Así, en septiembre de 1874 publicó en el boletín El Porvenir de Tapachula un hermoso texto titulado Cultivo del café en la costa meridional de Chiapas, mismo que también salió en las páginas del periódico El correo del comercio ese mismo año. En este escrito Romero hizo hincapié en la facilidad con la que se podían adquirir terrenos baldíos en las laderas de la Sierra Madre para erigir cafetales. Hay que tomar en cuenta que algunos de los terrenos que inicialmente acapararon los alemanes y otros extranjeros interesados en el negocio les fueron entregados por medio de compañías deslindadoras, como la “Mexican Land and Colonization Company”, la cual vendió en todo el estado 700 propiedades (250.000 hectáreas) que fueron entregadas en su mayoría a cafetaleros en El Soconusco. Sin embargo, no se debe sobrestimar el rol de las empresas deslindadoras pues hubo grandes propietarios locales quienes ante el boom agroexportador les vendieron sus terrenos a los inversionistas extranjeros. Tal fue el ejemplo del jefe político Sebastián Escobar, hombre oriundo de Tapachula y dueño de una de las propiedades más aptas para el café. Esa propiedad estaba localizada en la zona conocida como Las Chicharras sobre las laderas del Boquerón. Ante el despegue cafetalero Escobar decidió vender partes de su propiedad a alemanes provenientes de Guatemala y otros extranjeros. Esto demuestra que no todas las tierras fueron repartidas por las compañías deslindadoras. 
La mano de obra que trabajaba en los cafetales era en su mayoría indígena oriunda de Los Altos de Chiapas y de Guatemala. Esta se encargaba principalmente de recolectar los granos maduros de los cafetos en tiempos de cosecha (septiembre-diciembre). En 1900 El Soconusco fue el principal generador de empleos dentro del estado gracias al reclutamiento derivado del auge cafetalero. Desde Motozintla, Comitán, San Cristóbal de Las Casas y Chilón, los indígenas eran enviados a trabajar a El Soconusco a través del sistema de enganche. El enganche les proporcionaba un empleo temporal fuera de sus localidades de origen.
Una vez recolectados, despulpados y secados a través del método del beneficiado húmedo, los granos se enviaban al puerto de San Benito para ser exportador, no obstante, ese traslado se agilizó tiempo después con la entrada en funcionamiento del Ferrocarril Panamericano en 1907 que transportaba con mayor agilidad hacia el puerto de Salina Cruz y después hacia Veracruz para el café a los puertos internacionales de Estados Unidos y Europa. Con este nuevo medio de comunicación se amplió además la frontera agrícola hacia norte con dirección a la Sierra Madre, lo que hizo que los cafetales se posicionaran sobre el límite climático de los 1.400 m s. n. m.
Aparte de incentivar la creación de nuevas vías de comunicación terrestres, la caficultura en El Soconusco generó un importante impacto demográfico gracias a la llegada de flujos migratorios procedentes de Guatemala que traían a miles de campesinos indígenas – muchos de ellos hablantes de la lengua mam – en busca de tierras para sembrar el grano o con el fin de trabajar en las fincas como recolectores de la cosecha. Con este arribo la población de El Soconusco, que solo representó el 7.2% del total de Chiapas en 1880, se incrementó a un 18.4% para 1940.

### La expansión hacia otras subregiones de Chiapas 1908-2010
En 1908 la caficultura ya se había extendido a lo largo de otros lugares de Chiapas. A pesar de que ese año el Departamento de El Soconusco llevaba la delantera en cuanto a producción (9.200 toneladas), finqueros de otros departamentos como Simojovel, Pichucalco, Palenque, Chilón, Motozintla y Comitán incursionarono de lleno en el cultivo. En 1931 el café estaba posicionado en los siguientes 22 municipios: Unión Juárez, Tapachula, Motozintla, Cacahoatán, Huixtla, Escuintla, Concordia, Pueblo Nuevo Comaltitlán, Ocosingo, Copainalá, San Fernando, Santa Catarina, Huehuetán, San Isidro Siltepec, Yajalón, Amatan, Ixhuatán, Berriozabal, Pueblo Nuevo Solistahuacán, Monte Cristo de Guerrero, San Pedro Remate y Ocozocuautla de Espinosa. Para mediados de siglo el café estaba disperso a lo largo de las subreregiones de El Soconusco, Sierra Madre, Cuxtepeques, La Frailesca, La Meseta Central, El Área Chol, La Cañada de Chilón, Los Altos y La Selva Lacandona. Claramente la expansión geográfica de los cafetales abarcó las tierras que rodeaban las regiones del Área Chiapaneca y las Terrazas de los Altos. En estos dos lugares la producción cafetalera nunca fue relevante. Situación parecida ocurrió con los municipios de Tonalá y Arriaga en El Despoblado, Llanuras del Pacífico. 
Una de las razones que explica el esparcimiento del cultivo fue que desde 1921, con el gobernador Tiburcio Fernández, al promulgarse la primera ley agraria estatal se comenzaron a repartir tierras expropiadas de grandes propiedades, acción que desembocó en la profundización de la reforma agraria en las dos décadas siguientes. En El Soconusco hubo repartimientos, pero estos simplemente aseguraron la permanencia de las mejores tierras en manos de grandes finqueros. Se sabe que en 1948 ya se habían repartido ahí cerca de 107.658 hectáreas de las cuales 21.23% estuvieron constituidas por tierras de humedad, el 32% por temporal, el 22% de agostaderos y 24% de montes y cerro.
A finales de los años 50 Chiapas ya estaba consolidado como uno de los principales estados cafetaleros de México. En aquel momento Veracruz producía el 38% del total a nivel nacional, Chiapas el 30%, Oaxaca el 12%, Puebla el 8% y el resto de los estados productores - Guerrero, Hidalgo, San Luis Potosí, Nayarit, Michoacán, Jalisco, Colima, Estado de México y Tabasco - un 12%. El Soconusco siguió siendo un área de gran producción a nivel nacional: tenía una superficie sembrada de 35.000 hectáreas que producían 17.513 toneladas equivalentes a 253.812 sacos de 69 kilos. Esto hizo que Tapachula llegara a tener casi 60.000 habitantes, es decir, un 6% de la población total del estado. Tal dato es relevante si se toma en cuenta que Tuxtla Gutiérrez, la capital de Chiapas, solo tenía la mitad de esa cantidad.
En 1973 arribó a Chiapas el Instituto Mexicano del Café (Inmecafé). Con esta entidad se instauró un nuevo esquema en materia de producción que benefició principalmente a los pequeños productores ejidatarios favorecidos con la reforma agraria, quienes recibieron asesoría técnica, apoyo crediticio y acceso a fertilizantes. El instituto también creó viveros para la renovación de las plantaciones más antiguas. Con el apoyo crediticio del Inmecafé los ejidatarios de lugares como Comitán y Las Margaritas fueron desplazando las milpas por los cafetales. La ganancia la invertían en la ganadería. Sin embargo, el panorama cambió cuando el precio internacional del café cereza descendió de 1.80 dólares la libra en 1989, a 0.53 dólares la libra en 1993. Ante esta situación los pequeños productores se vieron obligados a vender su ganado para pagar los préstamos otorgados por el Inmecafé, y muchos regresaron a la milpa.
Actualmente, entre los cultivos perennes sembrados a lo largo de Chiapas, el café se ha posicionado en segundo lugar de importancia según la superficie plantada por debajo de los pastos naturales. El arbusto se siembra en cerca de 115.098 unidades de producción para un total de 233.506 hectáreas con un volumen cosechado de 338 000 toneladas y un rendimiento de 1.5 toneladas por hectárea.  Los municipios de Tapachula, Cacahoatán y Siltepec en El Soconusco, junto con Chilón, Ocosingo y Tila son los más importantes productores de café con un promedio de 11 000 toneladas anuales.

## Denominación de origen
El 27 de agosto de 2003, el gobierno mexicano otorga la denominación de origen Café de Chiapas, en sus variaciones café verde o tostado/molido, y establece como región geográfica a 12 regiones del estado de Chiapas.
A nivel internacional, el gobierno mexicano registró la denominación de origen ante la Organización Mundial de la Propiedad Intelectual, conforme al Sistema de Lisboa, en 2004, para los mismos municipios.

### Municipios
Los municipios que conforman las 12 regiones previstas en la denominación de origen son los siguientes:
- Ocozocoautla: Berriozábal, Cintalapa, Ixtapa, Jiquipilas, Ocozocoautla, San Fernando y Tuxtla Gutiérrez.
- San Cristóbal de las Casas: Chalchihuitán, Chenalhó, San Andrés Larráinzar, Oxchuc, Pantelhó, Tenejapa, Teopisca, San Juan Cancuc y Santiago El Pinar.
- Copainalá: Coapilla, Copainalá, Ocotepec y Tecpatán.
- Comitán: Independencia, Margaritas, Trinitaria, Maravilla Tenejapa y Venustiano Carranza.
- Ángel Albino Corzo: Angel Albino Corzo, La Concordia, Villa Corzo, Villaflores y Montecristi de Guerrero.
- Pichucalco: Amatán, Chapultenango, Francisco León, Ixtuatán, Ixtacomitán, Ixtapangajoya, Ostuacán, Pantepec, Pichucalco, Rayón, Solosuchiapa, Tapalapa y Tapilula.
- Bochil: El Bosque, Huitiupán, Jitotol, Pueblo Nuevo Solistahuacán, Simojovel, Bochil y San Andrés Duraznal.
- Palenque: Palenque y Salto de Agua.
- Ocosingo: Altamirano, Chilón y Ocosingo.
- Yajalón: Sabanilla, Tila, Tumbalá, Yajalón y Sitalá.
- Motozintla: Amatenango de la Frontera, Bejucal de Ocampo, Bellavista, Chicomuselo, Frontera Comalapa, La Grandeza, Mazapa de Madero, Motozintla, El Porvenir y Siltepec.
- Tapachula: Acacoyahua, Acapetahua, Cacahuatán, Escuintla, Huehuetán, Huixtla, Mapastepec, Villa Comaltitlán, Tapachula, Tuxtla Chico, Tuzantán, Pijijiapan y Unión Juárez.